# Niedoczynność tarczycy
Niedoczynność tarczycy (łac. hypothyreosis, hypothyroidismus, ang. hypothyroidism) – choroba ludzi i zwierząt spowodowana niedoborem hormonów tarczycy, prowadzącym do spowolnienia procesów metabolicznych.

## Niedoczynność tarczycy u ludzi

### Epidemiologia
Niedoczynność tarczycy dotyka 1-6% osób w wieku do 60. roku życia, częstość rośnie wraz z wiekiem. Występuje około 5 razy częściej u kobiet niż u mężczyzn.

### Etiologia
Klasyfikacja choroby ze względu na przyczynę:
- niedoczynność pierwotna – spowodowana uszkodzeniem gruczołu tarczowego
  - zapalenia tarczycy (choroba Hashimoto, poporodowe zapalenie tarczycy, podostre zapalenie tarczycy)
  - totalne lub subtotalne wycięcie tarczycy
  - po leczeniu jodem promieniotwórczym bądź radioterapii (głównie okolicy szyi, ale także po naświetlaniu raka sutka)
  - nadmierna podaż jodu (unieczynnianie tyreoperoksydazy – Efekt Wolffa-Chaikoffa) lub jego niedobór
  - niedoczynność polekowa (amiodaron, związki litu, leki tyreostatyczne)
  - wrodzona niedoczynność tarczycy
  - defekty enzymatyczne syntezy hormonów tarczycy lub obwodowa oporność na hormony tarczycy
- niedoczynność wtórna – będąca skutkiem niedoboru TSH (hormon tyreotropowy) wydzielanego przez przysadkę; rzadko jako choroba izolowana, zwykle jako element zespołu niedoczynności przysadki
- niedoczynność trzeciorzędowa – wynikająca z niedostatku tyreoliberyny (TRH), wytwarzanej przez komórki podwzgórza
  - guzy podwzgórza lub okolicy
  - urazy głowy z przerwaniem ciągłości szypuły przysadki

### Objawy
Niedoczynności tarczycy towarzyszą często subtelnie wyrażone objawy podmiotowe powiązane ze spowolnionym tempem reakcji katabolicznych:
- zwiększenie masy ciała
- uczucie zmęczenia, osłabienie, senność, trudności w koncentracji, zaburzenia pamięci, stany depresyjne
- łatwe marznięcie, uczucie chłodu
- przewlekłe zaparcia (spowolnienie perystaltyki)
- sucha, zimna, blada, nadmiernie rogowaciejąca skóra (objaw brudnych kolan) – jako wyraz zmniejszonego przepływu krwi i zahamowania czynności gruczołów łojowych i potowych
- obrzęki podskórne (tzw. obrzęk śluzowaty) – skutek nagromadzenia glikozaminoglikanów (kwas hialuronowy), zatrzymujących wodę, których syntezę normalnie hamuje T3 (dotyczą twarzy, zwłaszcza powiek)
- łamliwe włosy, czasem przerzedzenie brwi
- zmieniony głos (pogrubienie strun głosowych)
- bradykardia zatokowa
- ściszone tony i powiększona sylwetka serca (płyn w worku osierdziowym – obrzęk śródmiąższowy)
- nieregularne miesiączkowanie

### Diagnostyka

Trójjodotyronina – T3 – najaktywniejszy hormon tarczycy

O rozpoznaniu niewydolności tarczycy decyduje całokształt obrazu klinicznego oraz wynik badań hormonalnych – TSH, fT3 i fT4, ewentualnie inne badania w poszukiwaniu przyczyny choroby (jak USG tarczycy czy poziom przeciwciała anty-TPO).
W niewydolności pierwotnej stężenie TSH jest podwyższone, we wtórnej i trzeciorzędowej – obniżone. Stężenie fT4 (zwykle także fT3) jest obniżone.

### Leczenie
Obowiązuje suplementacja L-tyroksyny (L-T4) w indywidualnie dobranej dawce dobowej, rozpoczynając od dawek małych. Leczenie jest długotrwałe, zwykle dożywotnie.

### Zmiany w układzie krążenia
W niedoczynności gruczołu tarczowego tętno jest często wolne. W typowych przypadkach zapis EKG cechuje się niskim woltażem, wolną częstością załamków, zmniejszeniem amplitudy, a nawet zniknięciem załamków P i T. 
W badaniu RTG sylwetka serca jest często powiększona z powodu obrzęku włókien mięśniowych i pogrubienia ścian, a także rozszerzenia jam serca. 
Niedoczynność gruczołu tarczowego często połączona jest z chorobą wieńcową. Wpływa na to wydatnie hipercholesterolemia z zaawansowanymi zmianami miażdżycowymi w naczyniach wieńcowych. 
Doświadczenie kliniczne wykazuje, że objawy choroby niedokrwiennej oraz zawały serca występują przeważnie nie w okresie trwania nierozpoznanej hipotyreozy, a w czasie jej leczenia i to przy zbyt szybkim zwiększaniu dawek hormonów tarczycy. Uważa się, że myxoedema nie predysponuje do choroby wieńcowej osób z prawidłowym ciśnieniem tętniczym krwi. Natomiast współistnienie nadciśnienia tętniczego powoduje, że nieprawidłowa gospodarka jelitowa z hipercholesterolemią przyczynia się do zwężenia tętnic wieńcowych i występowania stenokardii.
Nadciśnienie krwi może rozwinąć się w okresie trwania hipotyreozy, może ono ustąpić po leczeniu substytucyjnym i znowu podnieść się po przerwaniu tego leczenia podczas kolejnego nawrotu niedoczynności. Wczesne leczenie hipotyreozy może mieć dodatni wpływ na współistniejącą chorobę wieńcową, przez obniżenie ciśnienia tętniczego krwi i poziomu cholesterolu.

### Objawy ze strony przewodu pokarmowego
Zaburzenia metaboliczne w hipotyreozie mogą wpłynąć wydatnie na czynność przewodu pokarmowego. W niedoczynności gruczołu tarczowego występuje zwolniony stopień wchłaniania jelitowego, chociaż ilość wchłaniających substancji może być zwiększona. W błonie śluzowej przewodu pokarmowego występują charakterystyczne zmiany: 
- suchość błony śluzowej jamy ustnej i gardła
- scieńczała błona śluzowa żołądka
- zaniku gruczołów w błonie śluzowej żołądka
- rozciągnięcie jelita grubego

Wydzielanie soków trawiennych staje się upośledzone. Szczególnie często występuje achlorhydria oporna na histaminę i pentagastrynę, co w licznych przypadkach staje się przyczyną współistnienia niedokrwistości na skutek upośledzenia wchłaniania żelaza czy witaminy B12. 
Jednym z najbardziej częstych i znanych zaburzeń jelitowych są przewlekłe zaparcia, będące wynikiem leniwego ruchu robaczkowego jelit oraz nacieczeń śluzowatych w splotach warstwy mięśniowej jelita, co może wywołać niekiedy objawy porażennej niedrożności. 
W niektórych przypadkach może jednak wystąpić wzmożenie czynności ruchowej przewodu pokarmowego, co objawia się występowaniem bólów w jamie brzusznej na skutek spastycznego skurczu jelit. 
Pacjenci z niedoczynnością gruczołu tarczowego mają skłonność do kamicy żółciowej. Jest to spowodowane nie tylko hipercholesterolemią, lecz głównie hipotonią pęcherzyka żółciowego i zastojem żółci.
U pacjenta z hipotyreozą może pojawić się płyn w jamie brzusznej, podobnie jak w worku osierdziowym i w jamach opłucnowych. Przyczyna występowania wodobrzusza w niedoczynności gruczołu tarczowego nie jest jasna. Uważa się, że w hipotyreozie następuje nagromadzenie białek w przestrzeni pozakomórkowej, ze względu na znaczną przepuszczalność naczyń włosowatych, i na skutek zmian ciśnienia onkotycznego dochodzi do gromadzenia się płynu.

### Zmiany hematologiczne
Niedoczynności gruczołu tarczowego często towarzyszy niedokrwistość. Może ona występować jako niedokrwistość:
- normocytowa
- mikrocytowa hipochromiczna
- makrocytowa megaloblastyczna

Częstość występowania niedokrwistości z hipotyreozą oblicza się na 23-60%; może ona wyprzedzać objawy hipotyreozy lub rozwinąć się w czasie jej trwania.

#### Niedokrwistość normochromiczna
Ten typ niedokrwistości występuje mniej więcej u 25% chorych. Spowodowana jest osłabieniem czynności gruczołu tarczowego. Badanie szpiku nie wykazuje zmian, a stężenie żelaza w surowicy, jak i zdolność jego wiązania mogą być zmniejszone

#### Niedokrwistość hipochromiczna mikrocytowa
Występuje u 4-15% chorych i często przebiega z achlorhydrią żołądka, co powoduje upośledzenie wchłaniania żelaza. Stężenie żelaza w surowicy jest z reguły zmniejszone. Należy jednak pamiętać, że u kobiet z hipotyreozą mogą występować obfite krwawienia miesiączkowe, prowadzące do niedokrwistości syderopenicznej.

#### Niedokrwistość hiperchromiczna makrocytowa
Występuje u 8-10% chorych, może być spowodowana niedoborem kwasu foliowego, jak również zaburzeniem wchłaniania witaminy B12. Opisano przypadki współwystępowania niedokrwistości Addisona i Biermera i niedoczynności gruczołu tarczowego.

### Śpiączka hipometaboliczna
Krańcowo ciężka, nieleczona niedoczynność tarczycy może doprowadzić do śpiączki hipometabolicznej. Jest to stan przebiegający z hipotermią (poniżej 30 °C, a nawet do 24 °C) i znaczną bradykardią, która bezpośrednio zagraża życiu chorego. Ze względu na hipowentylację rozwija się hipoksja z hiperkapnią. Obserwuje się hipoglikemię, hiponatremię z objawami zatrucia wodnego, dochodzi do rozwinięcia się obrazu wstrząsu. Postępuje osłabienie i otępienie chorego. Napięcie mięśniowe jest obniżone, mogą jednak wystąpić drgawki. 
Obecnie śpiączka hipometaboliczna jest prawie niespotykana. Stan ten stwierdzano w przeszłości najczęściej u starszych kobiet. Śmiertelność w przypadku wystąpienia śpiączki hipometabolicznej była wysoka, zwłaszcza jeżeli stan taki rozwinął się u osoby z już istniejącymi chorobami układu krążenia lub układu oddechowego. 
Śpiączka w przebiegu niedoczynności tarczycy może być wywołana chorobą infekcyjną, serca, układu oddechowego lub nerwowego. Konieczne jest zatem wdrożenie intensywnego leczenia chorób ogólnoustrojowych, które współistnieją ze śpiączką. 
Na możliwość wystąpienia śpiączki wskazuje stopniowe narastanie senności przechodzącej w stupor lub śpiączkę. Dodatkową wskazówkę może stanowić informacja o przebytej przez chorego tyreoidektomii lub przebytym leczeniu czy napromienieniu klatki piersiowej. 

### Subkliniczna (utajona, skąpoobjawowa) niedoczynność tarczycy
Wprowadzenie na początku lat 70. XX w. oznaczeń stężeń TSH umożliwiło klasyfikację nasilenia niedoczynności tarczycy:
- niedoczynność jawna, objawowa
- niedoczynność subkliniczna- ze stężeniem TSH podwyższonym, lecz poniżej 10 μIU/ml i prawidłowym, ale bliskim dolnej granicy zakresu wartości referencyjnych stężeniem FT4, bez wyraźnych objawów klinicznych.

#### Przyczyny subklinicznej niedoczynności tarczycy
Przyczyny niedoczynności subklinicznej są takie same, jak niedoczynności pełnoobjawowej:
- u ponad połowy chorych z rozpoznaniem niedoczynności subklinicznej stwierdza się zapalenie tarczycy na tle autoimmunologicznym (choroba Hashimoto)
- drugim czynnikiem etiologicznym jest stan po leczeniu operacyjnym (tyreoidektomii subtotalnej).

Znaczenie subklinicznej niedoczynności tarczycy związane jest z nasileniem zaburzeń gospodarki lipidowej (przesunięcia frakcji cholesterolu w kierunku sprzyjającym nasileniu miażdżycy) oraz z występowaniem stanów subdepresji, depresji, a nawet przypadków dwubiegunowej choroby afektywnej. Objawy te mogą być najbardziej zaznaczone w przypadku subklinicznej niedoczynności tarczycy u kobiet w okresie okołomenopauzalnym.
Problem subklinicznej niedoczynności tarczycy jest istotny z epidemiologicznego punktu widzenia:
1. Zwiększone stężenie TSH występuje częściej u kobiet (ok. 10%) niż u mężczyzn (3%), zwłaszcza po 60. roku życia;
2. Przeciwciała przeciwtarczycowe stwierdza się prawie u 70% kobiet i 40% mężczyzn spełniających kryteria utajonej niedoczynności tarczycy;
3. Subkliniczna niedoczynność tarczycy stosunkowo rzadko przechodzi w formę niedoczynności pełnoobjawowej.

Należy pamiętać, że istnieją pewne sytuacje kliniczne, poza niedoczynnością tarczycy, w których stężenie TSH jest zwiększone, co może błędnie nasuwać podejrzenie niedoczynności tarczycy:
1. Nie należy opierać rozwiązania na pojedynczym oznaczeniu stężenie TSH, ze względu na pulsacyjny charakter i rytm dobowy wydzielania tego hormonu.
2. Zwiększenie stężenia TSH może byś spowodowane obecnością guza tyreotropowego przysadki.
3. Podwyższone stężenie TSH jest typowe dla zespołu oporności na hormony tarczycy.

## Klasyfikacja ICD10
| kod ICD10     | nazwa choroby                                                                            |
| ------------- | ---------------------------------------------------------------------------------------- |
| ICD-10: E01   | Niedoczynność tarczycy z powodu niedoboru jodu i pokrewnych przyczyn                     |
| ICD-10: E01.0 | Rozlane (endemiczne) wole z powodu niedoboru jodu                                        |
| ICD-10: E01.1 | Wieloguzkowe (endemiczne) wole z powodu niedoboru jodu                                   |
| ICD-10: E01.2 | Wole z powodu niedoboru jodu (endemiczne), nieokreślone                                  |
| ICD-10: E01.8 | Inne choroby tarczycy z powodu niedoboru jodu i pokrewnych przyczyn                      |
| ICD-10: E02   | Subkliniczna postać niedoczynności tarczycy z powodu niedoboru jodu                      |
| ICD-10: E03   | Inne postacie niedoczynności tarczycy                                                    |
| ICD-10: E03.0 | Wrodzona niedoczynność tarczycy z wolem rozlanym                                         |
| ICD-10: E03.1 | Wrodzona niedoczynność tarczycy bez wola                                                 |
| ICD-10: E03.2 | Niedoczynność tarczycy w wyniku zastosowanego leczenia lub innych egzogennych substancji |
| ICD-10: E03.3 | Niedoczynność tarczycy po przebytej infekcji                                             |
| ICD-10: E03.4 | Zanik tarczycy (nabyty)                                                                  |
| ICD-10: E03.5 | Śpiączka w obrzęku śluzowatym                                                            |
| ICD-10: E03.8 | Inne określone postacie niedoczynności tarczycy                                          |
| ICD-10: E03.9 | Niedoczynność tarczycy, nieokreślona                                                     |